# Montpellier-de-Médillan

Montpellier-de-Médillan este o comună în departamentul Charente-Maritime, Franța. În 1 ianuarie 2022 avea o populație de 686 de locuitori.